# Magyar országos rekordok listája 200 méteres vegyesúszásban
Ez a lista a 200 méteres vegyesúszásban elért felnőtt magyar csúcsokat tartalmazza.

## Hosszú pálya

### Férfiak
| A férfi 200 méteres vegyesúszás magyar csúcsai (50 méteres medence) | A férfi 200 méteres vegyesúszás magyar csúcsai (50 méteres medence) | A férfi 200 méteres vegyesúszás magyar csúcsai (50 méteres medence) | A férfi 200 méteres vegyesúszás magyar csúcsai (50 méteres medence) | A férfi 200 méteres vegyesúszás magyar csúcsai (50 méteres medence) | A férfi 200 méteres vegyesúszás magyar csúcsai (50 méteres medence) | A férfi 200 méteres vegyesúszás magyar csúcsai (50 méteres medence) | A férfi 200 méteres vegyesúszás magyar csúcsai (50 méteres medence) |
| Idő                                                                 | Név                                                                 | Egyesület                                                           | Dátum                                                               | Helyszín                                                            | Esemény                                                             | Megjegyzés                                                          | Forrás                                                              |
| ------------------------------------------------------------------- | ------------------------------------------------------------------- | ------------------------------------------------------------------- | ------------------------------------------------------------------- | ------------------------------------------------------------------- | ------------------------------------------------------------------- | ------------------------------------------------------------------- | ------------------------------------------------------------------- |
| 2:19,3                                                              | Ali Csaba                                                           | Egri Dózsa                                                          | 1966. 06. 25.                                                       | Eger, Magyarország                                                  | Heves megye-bajnokság                                               |                                                                     | [ 1 ] [ 2 ]                                                         |
| 2:19,2                                                              | Lenkei Ferenc                                                       | BVSC                                                                | 1966. 07. 26.                                                       | Budapest, Magyarország                                              | magyar bajnokság                                                    |                                                                     | [ 1 ] [ 3 ]                                                         |
| 2:18,2                                                              | Lázár Péter                                                         | FTC                                                                 | 1967. 06. 18.                                                       | Budapest, Magyarország                                              | Budapest–Moszkva viadal                                             |                                                                     | [ 1 ] [ 4 ]                                                         |
| 2:17,7                                                              | Szentirmay István                                                   | BVSC                                                                | 1968. 07. 06.                                                       | Budapest, Magyarország                                              | nemzetközi verseny                                                  |                                                                     | [ 1 ] [ 5 ]                                                         |
| 2:17,1                                                              | Lázár Péter                                                         | FTC                                                                 | 1968. 07. 13.                                                       | Budapest, Magyarország                                              | magyar–brit viadal                                                  |                                                                     | [ 1 ] [ 6 ]                                                         |
| 2:17,1                                                              | Lázár Péter                                                         | FTC                                                                 | 1968. 07. 26.                                                       | Budapest, Magyarország                                              | magyar bajnokság                                                    |                                                                     | [ 1 ] [ 7 ]                                                         |
| 2:17,1                                                              | Lázár Péter                                                         | FTC                                                                 | 1968. 10. 19.                                                       | Mexikóváros, Mexikó                                                 | olimpiai játékok                                                    | a selejtezőben                                                      | [ 1 ] [ 8 ]                                                         |
| 2:16,9                                                              | Lázár Péter                                                         | FTC                                                                 | 1968. 11. 07.                                                       | Kecskemét, Magyarország                                             |                                                                     |                                                                     | [ 1 ] [ 9 ]                                                         |
| 2:16,2                                                              | Lázár Péter                                                         | FTC                                                                 | 1969. 04. 04.                                                       | Kecskemét, Magyarország                                             | nemzetközi verseny                                                  |                                                                     | [ 1 ] [ 10 ]                                                        |
| 2:16,2                                                              | Szentirmay István                                                   | BVSC                                                                | 1969. 08. 08.                                                       | Lipcse, NDK                                                         |                                                                     |                                                                     | [ 1 ] [ 11 ]                                                        |
| 2:16,0                                                              | Szentirmay István                                                   | BVSC                                                                | 1970. 07. 22.                                                       | Pozsony, Csehszlovákia                                              | Szlovák Nagydíj                                                     |                                                                     | [ 1 ] [ 12 ]                                                        |
| 2:15,0                                                              | Csinger Márton                                                      | Bp. Spartacus                                                       | 1970. 08. 23.                                                       | Budapest, Magyarország                                              | magyar bajnokság                                                    |                                                                     | [ 1 ] [ 13 ]                                                        |
| 2:14,0                                                              | Hargitay András                                                     | KSI                                                                 | 1971. 03. 14.                                                       | Kelet-Berlin, NDK                                                   | Utánpótlás verseny                                                  |                                                                     | [ 1 ] [ 14 ]                                                        |
| 2:12,4                                                              | Hargitay András                                                     | KSI                                                                 | 1971. 04. 11.                                                       | Kecskemét, Magyarország                                             | NSZK–magyar–svéd viadal                                             |                                                                     | [ 1 ] [ 15 ]                                                        |
| 2:12,4                                                              | Hargitay András                                                     | KSI                                                                 | 1972. 03. 26.                                                       | Kecskemét, Magyarország                                             | válogató verseny                                                    | csúcsbeállítás                                                      | [ 1 ] [ 16 ]                                                        |
| 2:10,7                                                              | Hargitay András                                                     | KSI                                                                 | 1972. 04. 19.                                                       | Hannover, NSZK                                                      | hat nemzet versenye                                                 |                                                                     | [ 1 ] [ 17 ]                                                        |
| 02:09,66                                                            | Hargitay András                                                     | KSI                                                                 | 1972. 09. 03.                                                       | München, NSZK                                                       | olimpiai játékok                                                    | ötödik hely                                                         | [ 1 ] [ 18 ]                                                        |
| 02:09,54                                                            | Hargitay András                                                     | KSI                                                                 | 1973. 09. 07.                                                       | Belgrád, Jugoszlávia                                                | világbajnokság                                                      | a selejtezőben                                                      | [ 19 ] [ 20 ]                                                       |
| 02:09,52                                                            | Hargitay András                                                     | KSI                                                                 | 1973. 09. 07.                                                       | Belgrád, Jugoszlávia                                                | világbajnokság                                                      | negyedik hely                                                       | [ 19 ] [ 20 ]                                                       |
| 02:09,08                                                            | Hargitay András                                                     | KSI                                                                 | 1974. 08. 24.                                                       | Bécs, Ausztria                                                      | Európa-bajnokság                                                    | harmadik hely                                                       | [ 21 ] [ 22 ]                                                       |
| 02:08,73                                                            | Verrasztó Zoltán                                                    | KSI                                                                 | 1975. 03. 31.                                                       | London, Egyesült Királyság                                          | Coca-Cola verseny                                                   |                                                                     | [ 23 ] [ 24 ]                                                       |
| 02:08,67                                                            | Hargitay András                                                     | KSI                                                                 | 1975. 06. 28.                                                       | Budapest, Magyarország                                              | magyar bajnokság                                                    |                                                                     | [ 23 ] [ 25 ]                                                       |
| 02:07,72                                                            | Hargitay András                                                     | KSI                                                                 | 1975. 07. 26.                                                       | Cali, Kolumbia                                                      | világbajnokság                                                      | első hely                                                           | [ 23 ] [ 26 ]                                                       |
| 02:06,82                                                            | Hargitay András                                                     | Bp. Honvéd                                                          | 1977. 08. 19.                                                       | Jönköping, Svédország                                               | Európa-bajnokság                                                    | első hely                                                           | [ 27 ]                                                              |
| 02:06,62                                                            | Verrasztó Zoltán                                                    | Bp. Honvéd                                                          | 1979. 08. 11.                                                       | London, Egyesült Királyság                                          | Európa-kupa                                                         |                                                                     | [ 28 ] [ 29 ]                                                       |
| 02:06,60                                                            | Wladár Sándor                                                       | Újpesti Dózsa                                                       | 1982. 06. 20.                                                       | Verona, Olaszország                                                 | Trofeo Settecoli                                                    |                                                                     | [ 30 ] [ 31 ]                                                       |
| 02:05,50                                                            | Wladár Sándor                                                       | Újpesti Dózsa                                                       | 1982. 08. 14.                                                       | Budapest, Magyarország                                              | magyar bajnokság                                                    |                                                                     | [ 30 ] [ 32 ]                                                       |
| 02:05,06                                                            | Wladár Sándor                                                       | Újpesti Dózsa                                                       | 1983. 08. 27.                                                       | Róma, Olaszország                                                   | Európa-bajnokság                                                    | ötödik hely                                                         | [ 33 ] [ 34 ]                                                       |
| 02:03,23                                                            | Darnyi Tamás                                                        | Újpesti Dózsa                                                       | 1985. 08. 11.                                                       | Szófia, Bulgária                                                    | Európa-bajnokság                                                    | első hely                                                           | [ 35 ] [ 36 ]                                                       |
| 02:01,57                                                            | Darnyi Tamás                                                        | Újpesti Dózsa                                                       | 1986. 08. 23.                                                       | Madrid, Spanyolország                                               | világbajnokság                                                      | Európa-csúcs                                                        | [ 37 ] [ 38 ]                                                       |
| 02:00,56                                                            | Darnyi Tamás                                                        | Újpesti Dózsa                                                       | 1987. 08. 23.                                                       | Strasbourg, Franciaország                                           | Európa-bajnokság                                                    | világcsúcs                                                          | [ 39 ] [ 40 ]                                                       |
| 02:00,17                                                            | Darnyi Tamás                                                        | Újpesti Dózsa                                                       | 1988. 09. 25.                                                       | Szöul, Dél-Korea                                                    | olimpiai játékok                                                    | világcsúcs                                                          | [ 41 ] [ 42 ]                                                       |
| 01:59,36                                                            | Darnyi Tamás                                                        |                                                                     | 1991. 01. 13.                                                       | Perth, Ausztrália                                                   | világbajnokság                                                      | világcsúcs                                                          | [ 43 ]                                                              |
| 01:58,84                                                            | Cseh László                                                         | Bp. Spartacus                                                       | 2004. 08. 19.                                                       | Athén, Görögország                                                  | olimpiai játékok                                                    | negyedik hely                                                       | [ 44 ]                                                              |
| 01:57,61                                                            | Cseh László                                                         | Kőbánya SC                                                          | 2005. 07. 28.                                                       | Montréal, Kanada                                                    | világbajnokság                                                      | Európa-csúcs                                                        | [ 45 ]                                                              |
| 01:56,92                                                            | Cseh László                                                         | Kőbánya SC                                                          | 2007. 03. 29.                                                       | Melbourne, Ausztrália                                               | világbajnokság                                                      | Európa-csúcs                                                        | [ 46 ]                                                              |
| 01:56,52                                                            | Cseh László                                                         | Kőbánya SC                                                          | 2008. 08. 15.                                                       | Peking, Kína                                                        | olimpiai játékok                                                    | Európa-csúcs                                                        | [ 47 ]                                                              |
| 01:56,34                                                            | Cseh László                                                         | Kőbánya SC                                                          | 2009. 07. 29.                                                       | Róma, Olaszország                                                   | világbajnokság                                                      | Európa-csúcs a selejtezőben                                         | [ 48 ]                                                              |
| 01:55,18                                                            | Cseh László                                                         | Kőbánya SC                                                          | 2009. 07. 29.                                                       | Róma, Olaszország                                                   | világbajnokság                                                      | Európa-csúcs az elődöntőben                                         | [ 49 ]                                                              |

### Nők
| A női 200 méteres vegyesúszás magyar csúcsai (50 méteres medence) | A női 200 méteres vegyesúszás magyar csúcsai (50 méteres medence) | A női 200 méteres vegyesúszás magyar csúcsai (50 méteres medence) | A női 200 méteres vegyesúszás magyar csúcsai (50 méteres medence) | A női 200 méteres vegyesúszás magyar csúcsai (50 méteres medence) | A női 200 méteres vegyesúszás magyar csúcsai (50 méteres medence) | A női 200 méteres vegyesúszás magyar csúcsai (50 méteres medence) | A női 200 méteres vegyesúszás magyar csúcsai (50 méteres medence) |
| Idő                                                               | Név                                                               | Egyesület                                                         | Dátum                                                             | Helyszín                                                          | Esemény                                                           | Megjegyzés                                                        | Forrás                                                            |
| ----------------------------------------------------------------- | ----------------------------------------------------------------- | ----------------------------------------------------------------- | ----------------------------------------------------------------- | ----------------------------------------------------------------- | ----------------------------------------------------------------- | ----------------------------------------------------------------- | ----------------------------------------------------------------- |
| 2:36,0                                                            | Turóczy Judit                                                     | BVSC                                                              | 1966. 07. 10.                                                     | Budapest, Magyarország                                            | Budapest-bajnokság                                                |                                                                   | [ 1 ] [ 50 ]                                                      |
| 2:35,5                                                            | Turóczy Judit                                                     | BVSC                                                              | 1967. 04. 25.                                                     | Leningrád, Szovjetunió                                            | Komszomolszkaja Pravda verseny                                    |                                                                   | [ 1 ] [ 51 ]                                                      |
| 2:33,2                                                            | Turóczy Judit                                                     | BVSC                                                              | 1967. 08. 20.                                                     | Budapest, Magyarország                                            | magyar–NDK viadal                                                 |                                                                   | [ 1 ] [ 52 ]                                                      |
| 2:29,6                                                            | Turóczy Judit                                                     | BVSC                                                              | 1968. 07. 14.                                                     | Budapest, Magyarország                                            | magyar–brit viadal                                                | Európa-csúcs                                                      | [ 1 ] [ 53 ]                                                      |
| 2:29,3                                                            | Turóczy Judit                                                     | BVSC                                                              | 1972. 04. 18.                                                     | Hannover, NSZK                                                    | hat nemzet versenye                                               |                                                                   | [ 1 ] [ 54 ]                                                      |
| 2:29,3                                                            | Kaczander Ágnes                                                   | Bp. Spartacus                                                     | 1972. 07. 22.                                                     | Budapest, Magyarország                                            |                                                                   |                                                                   | [ 1 ] [ 55 ]                                                      |
| 2:28,9                                                            | Kaczander Ágnes                                                   | Bp. Spartacus                                                     | 1972. 08. 12.                                                     | Budapest, Magyarország                                            |                                                                   |                                                                   | [ 1 ] [ 56 ]                                                      |
| 02:28,05                                                          | Kaczander Ágnes                                                   | Bp. Spartacus                                                     | 1972. 08. 28.                                                     | München, NSZK                                                     | olimpiai játékok                                                  | a selejtezőben                                                    | [ 1 ] [ 57 ]                                                      |
| 02:27,71                                                          | Kaczander Ágnes                                                   | Bp. Spartacus                                                     | 1974. 07. 18.                                                     | Budapest, Magyarország                                            | magyar bajnokság                                                  |                                                                   | [ 21 ] [ 58 ]                                                     |
| 02:27,38                                                          | Kaczander Ágnes                                                   | Bp. Spartacus                                                     | 1975. 03. 29.                                                     | London, Egyesült Királyság                                        | Coca-Cola verseny                                                 |                                                                   | [ 23 ] [ 59 ]                                                     |
| 02:26,10                                                          | Verrasztó Gabriella                                               | KSI                                                               | 1975. 06. 26.                                                     | Budapest, Magyarország                                            | magyar bajnokság                                                  |                                                                   | [ 23 ] [ 60 ]                                                     |
| 02:24,45                                                          | Fodor Ágnes                                                       | Eger SE                                                           | 1978. 03. 09.                                                     | Budapest, Magyarország                                            | Elektroimpex '78                                                  |                                                                   | [ 61 ] [ 62 ]                                                     |
| 02:24,37                                                          | Verrasztó Gabriella                                               | KSI                                                               | 1978. 06. 03.                                                     | Budapest, Magyarország                                            |                                                                   |                                                                   | [ 61 ]                                                            |
| 02:22,59                                                          | Verrasztó Gabriella                                               | KSI                                                               | 1978. 06. 24.                                                     | Róma, Olaszország                                                 | Trofeo Settecoli                                                  |                                                                   | [ 61 ]                                                            |
| 02:22,44                                                          | Verrasztó Gabriella                                               | KSI                                                               | 1978. 08. 20.                                                     | Nyugat-Berlin, NSZK                                               | világbajnokság                                                    |                                                                   | [ 61 ] [ 63 ]                                                     |
| 02:21,87                                                          | Verrasztó Gabriella                                               | KSI                                                               | 1979. 06. 04.                                                     | Róma, Olaszország                                                 | Trofeo Settecoli                                                  |                                                                   | [ 28 ] [ 64 ]                                                     |
| 02:21,71                                                          | Verrasztó Gabriella                                               | KSI                                                               | 1979. 07. 26.                                                     | Budapest, Magyarország                                            | magyar bajnokság                                                  |                                                                   | [ 28 ] [ 65 ]                                                     |
| 02:21,59                                                          | Nagy Katalin                                                      | Vasas SC                                                          | 1984. 07. 08.                                                     | Dunaújváros, Magyarország                                         | magyar bajnokság                                                  |                                                                   | [ 66 ] [ 67 ]                                                     |
| 02:20,95                                                          | Gyúró Mónika                                                      | KSI                                                               | 1985. 03. 29.                                                     | Budapest, Magyarország                                            | serdülő magyar bajnokság                                          |                                                                   | [ 35 ] [ 68 ]                                                     |
| 02:20,94                                                          | Nagy Katalin                                                      | Vasas SC                                                          | 1986. 04. 02.                                                     | Budapest, Magyarország                                            | Elektroimpex kupa                                                 |                                                                   | [ 37 ] [ 69 ]                                                     |
| 02:20,51                                                          | Gyúró Mónika                                                      | Bp. Honvéd                                                        | 1986. 07. 19.                                                     | Budapest, Magyarország                                            | magyar bajnokság                                                  |                                                                   | [ 37 ] [ 70 ]                                                     |
| 02:20,24                                                          | Varga Dóra                                                        | Dunaújvárosi Kohász                                               | 1986. 07. 27.                                                     | Nyugat-Berlin, NSZK                                               | Ifjúsági Európa-bajnokság                                         | második hely                                                      | [ 37 ] [ 71 ]                                                     |
| 02:18,82                                                          | Egerszegi Krisztina                                               | Bp. Spartacus                                                     | 1988. 03. 31.                                                     | Budapest, Magyarország                                            | Elektroimpex kupa                                                 |                                                                   | [ 41 ] [ 72 ]                                                     |
| 02:17,96                                                          | Egerszegi Krisztina                                               | Bp. Spartacus                                                     | 1988. 07. 31.                                                     | Amersfoort, Hollandia                                             | Ifjúsági Európa-bajnokság                                         | első hely                                                         | [ 41 ] [ 73 ]                                                     |
| 02:16,03                                                          | Egerszegi Krisztina                                               | Bp. Spartacus                                                     | 1989. 07. 30.                                                     | Leeds, Egyesült Királyság                                         | Ifjúsági Európa-bajnokság                                         | első hely                                                         | [ 74 ] [ 75 ]                                                     |
| 02:13,66                                                          | Egerszegi Krisztina                                               | Bp. Spartacus                                                     | 1993. 07. 03.                                                     | Budapest, Magyarország                                            | magyar bajnokság                                                  |                                                                   | [ 76 ]                                                            |
| 02:13,58                                                          | Kovács Ágnes                                                      | Bp. Spartacus                                                     | 2004. 08. 17.                                                     | Athén, Görögország                                                | olimpiai játékok                                                  | negyedik hely                                                     | [ 77 ]                                                            |
| 02:12,93                                                          | Verrasztó Evelyn                                                  | A Jövő SC                                                         | 2008. 03. 21.                                                     | Eindhoven, Hollandia                                              | Európa-bajnokság                                                  |                                                                   | [ 78 ]                                                            |
| 02:12,91                                                          | Verrasztó Evelyn                                                  | A Jövő SC                                                         | 2008. 06. 15.                                                     | Canet-en-Roussillon, Franciaország                                | Mare Nostrum                                                      |                                                                   | [ 79 ]                                                            |
| 02:12,52                                                          | Verrasztó Evelyn                                                  | A Jövő SC                                                         | 2008. 08. 11.                                                     | Peking, Kína                                                      | olimpiai játékok                                                  | a selejtezőben                                                    | [ 80 ]                                                            |
| 02:12,18                                                          | Verrasztó Evelyn                                                  | A Jövő SC                                                         | 2008. 08. 12.                                                     | Peking, Kína                                                      | olimpiai játékok                                                  | az elődöntőben                                                    | [ 81 ]                                                            |
| 02:11,04                                                          | Verrasztó Evelyn                                                  | A Jövő SC                                                         | 2009. 04. 05.                                                     | Málaga, Spanyolország                                             |                                                                   |                                                                   | [ 82 ]                                                            |
| 02:09,87                                                          | Verrasztó Evelyn                                                  | A Jövő SC                                                         | 2009. 06. 28.                                                     | Eger, Magyarország                                                | magyar bajnokság                                                  |                                                                   | [ 83 ]                                                            |
| 02:09,12                                                          | Hosszú Katinka                                                    | Bajai Spartacus                                                   | 2009. 07. 26.                                                     | Róma, Olaszország                                                 | világbajnokság                                                    | selejtező, Európa-csúcs                                           | [ 84 ]                                                            |
| 02:07,46                                                          | Hosszú Katinka                                                    | Bajai Spartacus                                                   | 2009. 07. 27.                                                     | Róma, Olaszország                                                 | világbajnokság                                                    | döntő, Európa-csúcs                                               | [ 85 ]                                                            |
| 02:07,30                                                          | Hosszú Katinka                                                    | Vasas SC                                                          | 2015. 08. 02.                                                     | Kazany, Oroszország                                               | világbajnokság                                                    | selejtező, Európa-csúcs                                           | [ 86 ]                                                            |
| 02:06,84                                                          | Hosszú Katinka                                                    | Vasas SC                                                          | 2015. 08. 02.                                                     | Kazany, Oroszország                                               | világbajnokság                                                    | elődöntő, Európa-csúcs                                            | [ 87 ]                                                            |
| 02:06,12                                                          | Hosszú Katinka                                                    | Vasas SC                                                          | 2015. 08. 03.                                                     | Kazany, Oroszország                                               | világbajnokság                                                    | világcsúcs                                                        | [ 88 ]                                                            |

## Rövid pálya

### Férfiak
| A férfi 200 méteres vegyesúszás magyar csúcsai (25 méteres medence) | A férfi 200 méteres vegyesúszás magyar csúcsai (25 méteres medence) | A férfi 200 méteres vegyesúszás magyar csúcsai (25 méteres medence) | A férfi 200 méteres vegyesúszás magyar csúcsai (25 méteres medence) | A férfi 200 méteres vegyesúszás magyar csúcsai (25 méteres medence) | A férfi 200 méteres vegyesúszás magyar csúcsai (25 méteres medence) | A férfi 200 méteres vegyesúszás magyar csúcsai (25 méteres medence) | A férfi 200 méteres vegyesúszás magyar csúcsai (25 méteres medence) |
| Idő                                                                 | Név                                                                 | Egyesület                                                           | Dátum                                                               | Helyszín                                                            | Esemény                                                             | Megjegyzés                                                          | Forrás                                                              |
| ------------------------------------------------------------------- | ------------------------------------------------------------------- | ------------------------------------------------------------------- | ------------------------------------------------------------------- | ------------------------------------------------------------------- | ------------------------------------------------------------------- | ------------------------------------------------------------------- | ------------------------------------------------------------------- |
| 2:02,14                                                             | Darnyi Tamás                                                        | Újpesti Dózsa                                                       |                                                                     |                                                                     |                                                                     |                                                                     | [ 89 ]                                                              |
| ?                                                                   |                                                                     |                                                                     |                                                                     |                                                                     |                                                                     |                                                                     |                                                                     |
| 1:54,65                                                             | Czene Attila                                                        | Sport+ SE                                                           | 2000. 03. 23.                                                       | Minneapolis, USA                                                    | amerikai egyetemi bajnokság                                         | világcsúcs beállítás                                                | [ 90 ]                                                              |
| 1:53,46                                                             | Cseh László                                                         | Kőbánya SC                                                          | 2005. 12. 08.                                                       | Trieszt, Olaszország                                                | rövid pályás Eb                                                     | világcsúcs                                                          | [ 91 ]                                                              |
| 1:52,99                                                             | Cseh László                                                         | Kőbánya SC                                                          | 2007. 12. 13.                                                       | Debrecen, Magyarország                                              | rövid pályás Eb                                                     | világcsúcs                                                          | [ 92 ]                                                              |
| 1:52,85                                                             | Cseh László                                                         | Kőbánya SC                                                          | 2009. 11. 13.                                                       | Százhalombatta, Magyarország                                        | rövid pályás magyar bajnokság                                       | Európa-csúcs                                                        | [ 93 ]                                                              |
| 1:52,74                                                             | Cseh László                                                         | Kőbánya SC                                                          | 2012. 11. 23.                                                       | Chartres, Franciaország                                             | rövid pályás Eb                                                     |                                                                     | [ 94 ]                                                              |
| 1:51,26                                                             | Cseh László                                                         | Egri UK                                                             | 2015. 12. 04.                                                       | Netánja, Izrael                                                     | rövid pályás Eb                                                     | Első hely, Európa-csúcs                                             | [ 95 ]                                                              |

### Nők
| A női 200 méteres vegyesúszás magyar csúcsai (25 méteres medence) | A női 200 méteres vegyesúszás magyar csúcsai (25 méteres medence) | A női 200 méteres vegyesúszás magyar csúcsai (25 méteres medence) | A női 200 méteres vegyesúszás magyar csúcsai (25 méteres medence) | A női 200 méteres vegyesúszás magyar csúcsai (25 méteres medence) | A női 200 méteres vegyesúszás magyar csúcsai (25 méteres medence) | A női 200 méteres vegyesúszás magyar csúcsai (25 méteres medence) | A női 200 méteres vegyesúszás magyar csúcsai (25 méteres medence) |
| Idő                                                               | Név                                                               | Egyesület                                                         | Dátum                                                             | Helyszín                                                          | Esemény                                                           | Megjegyzés                                                        | Forrás                                                            |
| ----------------------------------------------------------------- | ----------------------------------------------------------------- | ----------------------------------------------------------------- | ----------------------------------------------------------------- | ----------------------------------------------------------------- | ----------------------------------------------------------------- | ----------------------------------------------------------------- | ----------------------------------------------------------------- |
| 2:20,34                                                           | Nagy Katalin                                                      | Vasas SC                                                          |                                                                   |                                                                   |                                                                   |                                                                   | [ 89 ]                                                            |
| 2:18,22                                                           | Varga Dóra                                                        | Dunaújvárosi Kohász                                               | 1987.                                                             |                                                                   |                                                                   |                                                                   |                                                                   |
| 2:15,26                                                           | Egerszegi Krisztina                                               | Bp. Spartacus                                                     | 1989. 01. ??.                                                     | Barcelona, Spanyolország                                          |                                                                   |                                                                   |                                                                   |
| 2:14,21                                                           | Risztov Éva                                                       | Bp. Spartacus                                                     | 2001. 12. 08.                                                     | Budapest, Magyarország                                            | rövid pályás ob                                                   |                                                                   | [ 96 ]                                                            |
| 2:12,73                                                           | Kovács Ágnes                                                      | Bp. Spartacus                                                     | 2004. 03. 18.                                                     | USA                                                               | Student Rec Center Natatoriui                                     |                                                                   |                                                                   |
| 2:12,36                                                           | Kovács Ágnes                                                      | Bp. Spartacus                                                     | 2005. 12. 08.                                                     | Trieszt, Olaszország                                              | rövid pályás Eb                                                   |                                                                   | [ 97 ]                                                            |
| 2:12,32                                                           | Verrasztó Evelyn                                                  | A Jövő SC                                                         | 2006. 12. 07.                                                     | Helsinki, Finnország                                              | rövid pályás Eb                                                   |                                                                   | [ 98 ]                                                            |
| 2:11,07                                                           | Verrasztó Evelyn                                                  | A Jövő SC                                                         | 2007. 11. 16.                                                     | Debrecen, Magyarország                                            | rövid pályás ob                                                   |                                                                   | [ 99 ]                                                            |
| 2:10,83                                                           | Hosszú Katinka                                                    | Bajai Spartacus                                                   | 2007. 12. 13.                                                     | Debrecen, Magyarország                                            | rövid pályás Eb                                                   |                                                                   | [ 100 ]                                                           |
| 2:09,83                                                           | Verrasztó Evelyn                                                  | A Jövő SC                                                         | 2007. 12. 13.                                                     | Debrecen, Magyarország                                            | rövid pályás Eb                                                   |                                                                   | [ 101 ]                                                           |
| 2:08,51                                                           | Verrasztó Evelyn                                                  | A Jövő SC                                                         | 2008. 12. 11.                                                     | Fiume, Horvátország                                               | rövid pályás Eb                                                   |                                                                   | [ 102 ]                                                           |
| 2:07,93                                                           | Verrasztó Evelyn                                                  | A Jövő SC                                                         | 2008. 12. 11.                                                     | Fiume, Horvátország                                               | rövid pályás Eb                                                   |                                                                   | [ 103 ]                                                           |
| 2:06,01                                                           | Verrasztó Evelyn                                                  | A Jövő SC                                                         | 2009. 11. 06.                                                     | Moszkva, Oroszország                                              | rövid pályás világkupa                                            | világcsúcs                                                        | [ 104 ]                                                           |
| 2:04,64                                                           | Verrasztó Evelyn                                                  | A Jövő SC                                                         | 2009. 12. 10.                                                     | Isztambul, Törökország                                            | rövid pályás Eb                                                   | világcsúcs                                                        | [ 105 ]                                                           |
| 2:04,39                                                           | Hosszú Katinka                                                    | Vasas SC                                                          | 2013. 08. 07.                                                     | Eindhoven, Hollandia                                              | rövid pályás világkupa                                            | selejtező, világcsúcs                                             |                                                                   |
| 2:03,20                                                           | Hosszú Katinka                                                    | Vasas SC                                                          | 2013. 08. 07.                                                     | Eindhoven, Hollandia                                              | rövid pályás világkupa                                            | világcsúcs                                                        | [ 106 ]                                                           |
| 2:02,61                                                           | Hosszú Katinka                                                    | Vasas SC                                                          | 2014. 08. 27.                                                     | Doha, Katar                                                       | rövid pályás világkupa                                            | világcsúcs                                                        | [ 107 ]                                                           |
| 2:02,13                                                           | Hosszú Katinka                                                    | Vasas SC                                                          | 2014. 08. 31.                                                     | Dubaj, Egyesült Arab Emírségek                                    | rövid pályás világkupa                                            | világcsúcs                                                        | [ 108 ]                                                           |
| 2:01,86                                                           | Hosszú Katinka                                                    | Vasas SC                                                          | 2014. 12. 06.                                                     | Doha, Katar                                                       | rövid pályás vb                                                   | győzelem, világcsúcs                                              | [ 109 ]                                                           |